# Brian Epstein
Epstein (19. september 1934 – 27. august 1967) var The Beatles' manager. Han var også manager for flere andre artister, heriblandt Gerry and the Pacemakers, Billy J. Kramer and the Dakotas og Cilla Black.
Epstein opdagede først The Beatles i november 1961 under en Cavern Club koncert. Han var øjeblikkeligt imponeret, over så stort et potentiale der var i gruppen. Efter at være blevet afvist af næsten alle større pladeselskaber i London, sikrede Epstein et møde med George Martin, leder af EMIs Parlophone-pladeselskab. I maj 1962 underskrev Martin The Beatles' pladekontrakt, dels på grund af Epsteins overbevisning om at gruppen ville blive internationalt berømt.
The Beatles' tidlige succes er blevet tilskrevet Epsteins ledelsesstil, og bandet havde tillid til at han kunne håndtere The Beatles' forretningsanliggender. Epstein trådte ofte til for at håndtere personlige stridigheder i gruppen. The Beatles' ubetingede loyalitet over for Epstein ville senere vise sig skadelig, da bandet sjældent læste kontrakter før de underskrev dem. Kort efter sangen "Please Please Me" steg til toppen af hitlisterne i 1963, rådgav Epstein om oprettelsen af Northern Songs, et pladeselskab, der ville kontrollere ophavsret af alle Lennon-McCartneys kompositioner indspillet mellem 1963 og 1973. Dick James og hans partner Charles Silver ejede 51% af selskabet, Lennon og McCartney ejede hver 20%, og Epstein ejede 9 %. I 1969 havde Lennon og McCartney mistet kontrollen over alle udgivelsesrettigheder til ATV Music Publishing. Epsteins død i 1967 markerede begyndelsen af gruppens nedgang og havde en dybtgående indvirkning på hver eneste Beatle. I 1997 sagde Paul McCartney: "Hvis nogen var den femte Beatle, var det Brian.
Epsteins indflydelse på Beatles og hans komplicerede privatliv starter stadig kontroverser. I 2012 meddelte Tom Hanks , at hans produktionsselskab Playtone villle lave en Filmen om den berømte Beatles manager. De beskriver filmen som "historien om en mand, der lavede den største fest i 1960'erne, men i sidste ende glemte at invitere sig selv." I 2013 udgav forfatteren Vivek Tiwary en grafisk roman, The Fifth Beatle: The Brian Epstein Story. En film af samme navn produceres af Bruce Cohen og blev instrueret af Peyton Reed til en planlagt udgivelse i 2014. Tiwary erklærede, at filmen "vil være mindre en musikbio og mere af en inspirerende menneske-interessehistorie om en outsider."